# Micarla de Sousa
Micarla Araújo de Sousa Sá ou simplesmente Micarla de Sousa (Natal, 15 de abril de 1970), é uma política, apresentadora, empresária e jornalista brasileira.
É filha do ex-senador Carlos Alberto de Sousa e de Miriam de Sousa. Tem dois filhos e duas irmãs, Rose e Priscila de Sousa. É uma das proprietárias da TV Ponta Negra, afiliada do SBT no Rio Grande do Norte.
Na política, foi vice-prefeita de Natal em 2004. Em 2006 ganhou as eleições para deputada estadual do rio grande do norte. Filiada ao Partido Verde, foi eleita prefeita de Natal no primeiro turno das eleições municipais de 2008, tomando posse em 1 de janeiro de 2009. Em 31 de outubro de 2012, foi afastada do cargo pela Justiça acusada de estar ligada à Operação Assepsia, uma fraude na Secretaria de Saúde de Natal. Em 2022 a justiça federal absorveu a ex-prefeita.

## Biografia
Seu nome é a junção do nome do pai com o da mãe. Começou sua vida pública na TV Ponta Negra, já que era filha do proprietário da empresa, o ex-senador Carlos Alberto de Sousa. Micarla começou como uma assistente de produção. Dessa função, logo passou, a produtora. Depois, foi diretora de programa.[carece de fontes?] Em 1986, Micarla passa no vestibular no curso de jornalismo da Universidade Federal do Rio Grande do Norte, e o conclui em 1990. A partir daí, passou a atuar na área jornalística, como repórter, pauteira e editora dos programas da TV Ponta Negra[carece de fontes?].
Em 1995, aos 25 anos, Micarla de Sousa assumia a superintendência do Sistema Ponta Negra de Comunicação. Uma empresa formada pela TV Ponta Negra, 95 FM e uma produtora de vídeo, a Imagem Produções[carece de fontes?].
Com a morte de Carlos Alberto, fundador da TV e pai de Micarla, em dezembro de 1998, ela assumiu as funções do pai no grupo de comunicação.
Em 2000, Micarla se casou com o radialista Miguel Weber, que logo se tornou apresentador da TV Ponta Negra e diretor da 95 FM. Com ele teve dois filhos. Em 2012, o casal se separou e, junto com a separação, Miguel se despediu da 95 FM.[carece de fontes?]
Em janeiro de 2025, a ex-prefeita de Natal e jornalista Micarla de Sousa uniu-se em matrimônio ao advogado Laristony Sá. A cerimônia, marcada por sua atmosfera íntima e reservada, celebrou a união de Micarla com Laristony, que pertence a uma tradicional família do Barão de Ceará-Mirim, no Rio Grande do Norte.

### Carreira política
Em setembro de 2004, Micarla lança a sua candidatura a prefeita de Natal, aproveitando sua forte exposição em seu canal de televisão.[carece de fontes?] Devido à gravidez do segundo filho e às tendências das pesquisas da época[carece de fontes?], Micarla optou por aceitar o convite da então governadora Wilma de Faria para compor como vice-prefeita a chapa pela reeleição de Carlos Eduardo Alves.[carece de fontes?]
Em 30 de outubro do mesmo ano, com 193 mil votos, Carlos Eduardo foi reeleito, e Micarla tornou-se vice-prefeita de Natal.[carece de fontes?] Em 2006, rompida politicamente com Carlos Eduardo, Micarla se candidatou a deputada estadual. Foi a sétima candidata mais votada, com 43.936 votos, tendo sido a segunda colocada em seu partido (PV). Em 31 de janeiro de 2007, renunciou à vice-prefeitura para assumir seu cargo na Assembleia Legislativa.
Disputou a prefeitura de Natal em 2008, sendo eleita em 5 de outubro de 2008, no primeiro turno com 50,84% dos votos, o equivalente a 193.195 votos. Obteve uma maioria de 53.249 votos sobre a segundo colocada, a deputada Fátima Bezerra do PT. Natal se torna a primeira capital brasileira na qual o Partido Verde ganhou uma eleição majoritária.
Em 2009, durante sua gestão como prefeita, Natal foi anunciada como uma das capitais-sede da Copa do Mundo de 2014.
Ainda em 2009, A ex-prefeita de Natal, Micarla de Sousa, foi responsável pela construção de quatro Unidades de Pronto Atendimento (UPAs) na cidade. As UPAs foram construídas em parceria com o Governo Federal e representaram um investimento de cerca de R$ 11,3 milhões. As unidades foram projetadas para atender uma média de 300 pessoas por dia e ofereceriam pequenas e médias cirurgias durante as 24 horas. Os pacientes teriam acesso a consultórios com pediatra, clínico geral, odontologistas, além de laboratório para exames e salas de raio-x, gesso, sutura, medicação e nebulização. As UPAs foram construídas nos bairros Pajuçara, Cidade da Esperança, Planalto e Nossa Senhora da Apresentação, e fazem parte de uma rede de emergência que visa diminuir a demanda de pacientes em centros médicos de maior porte.
Em junho de 2010, a gestão entrega a primeira Unidade de Pronto Atendimento (UPA) do estado, localizada no bairro do Pajuçara, na Zona Norte da capital, com capacidade de até 400 atendimentos de baixa e média complexidade por dia.
Em agosto de 2010, uma pesquisa do jornal Tribuna do Norte, de propriedade da família Alves, em parceria com o instituto Certus mostra a avaliação da população em relação a gestão Micarla de Sousa. A avaliação positiva (juntando as categorias "ótimo" e "bom") da gestão municipal alcançou um índice de 25,14%. Já 34,29% dos natalenses questionados consideram a administração "regular". Já a avaliação negativa (juntando as categorias "ruim" e "péssima")  foi de 38,72%, com 12,43% respondendo como "ruim" e 26,29% considerando a administração como "péssima".[carece de fontes?]
Em outubro de 2010, anunciou seu apoio, no segundo turno, a Dilma Rousseff, do PT, contrariando assim o grupo político que lhe apoia desde 2008, entre eles a governadora eleita do Rio Grande do Norte, Rosalba Ciarlini, e o senador José Agripino, que apoiam José Serra.
Em novembro de 2010, uma pesquisa do portal Nominuto em parceira com a Consult mostra os seguintes dados: 77,6% dos participantes da pesquisa desaprovam o governo da prefeita Micarla de Sousa. 13,3% das pessoas que participaram da pesquisa aprovam a gestão. Outros 9,1% não tem opinião formada.
Uma da áreas de maior impacto da sua administração foi o trabalho de erradicação de favelas. Até fevereiro de 2011, 6 comunidades – Detran, Alagamar, Peão, Luiz Gonzaga, 8 de outubro e Via Sul - foram urbanizadas e seus moradores passaram a residir em unidades habitacionais. Entretanto, alguns moradores de tais comunidades reclamam do processo lento de transferência.
A gestão também entrega três unidades do Ambulatório Médico Especializado, as AMEs, nos conjuntos Brasília Teimosa, Nova Natal e no bairro Planalto. As AMEs atendem a demanda do SUS, complementando os serviços já oferecidos pelas Unidades Básicas de Saúde (UBS) e também pelo Programa de Saúde da Família (PSF).
Na área da educação, a gestão criou os CMEIs (Centros Municipais de Educação Infantil) iniciando 2011 com 40 creches novas ou reformadas, dando, segundo a prefeitura, 1.300 vagas para a educação infantil. Além disso, o Plano de Cargos, Carreiras e Vencimentos (PCCV) dos professores foi implantado pela administração municipal. O PCCV oferece aos servidores a oportunidade de ter um rendimento compatível com a sua função, inclusive, podendo se aposentar com seus rendimentos. Entretanto, segundo o sindicato dos professores, mesmo com o acordo, a gestão não vem cumprido o que foi acordado.
Em março de 2011, mais uma pesquisa realizada pelo jornal Tribuna do Norte com o instituto Consult mostram a avaliação da gestão municipal. 84,5% das pessoas consultadas desaprovam a gestão.

### Onda de protestos
Em maio de 2011, uma onda de protestos pedem impeachment da prefeita. Iniciado através das redes sociais, as manifestações chegaram ao ápice no dia 25 de maio de 2011, quando jovens foram às ruas protestar contra a gestão da prefeita. Formado majoritariamente por jovens de classe média. Através das redes, através de comunidades e das tags #foraMICARLA e #RioGrevedoNorte, novas manifestações foram agendadas. Os protestos culminaram com ocupação da Câmara Municipal de Natal no dia sete de junho. Os jovens permaneceram 11 dias acampados. O objetivo era pedir a investigação dos contratos firmados pela prefeitura. A ocupação foi determinante para a instauração da Comissão Especial de Inquérito (CEI) dos contratos, que está atualmente em funcionamento.

### Afastamento da prefeitura
Em 11 de outubro de 2012, o Ministério Público acusou Micarla de estar ligada a uma fraude na Secretaria de Saúde de Natal, chamada de Operação Assepsia, e solicitou à Justiça que ela fosse afastada da prefeitura. No dia 31 do mesmo mês, o Tribunal de Justiça do Rio Grande do Norte deferiu a solicitação e a afastou da prefeitura, pedindo que o vice-prefeito Paulinho Freire fosse empossado.
Em 2022, a Justiça Federal absolveu a ex-prefeita Micarla de Sousa da acusação de fraude em licitação no contrato com a Associação Marca, processo o qual faz parte da Operação Assepsia.

## Desempenho em Eleições
| Ano  | Eleição                         | Partido | Cargo                                       | Votos   | %                 | Resultado | Ref.                |
| ---- | ------------------------------- | ------- | ------------------------------------------- | ------- | ----------------- | --------- | ------------------- |
| 2004 | Municipal de Natal/RN           | PP      | Vice-Prefeita Titular: Carlos Eduardo (PSB) | 137.664 | 37,30% (1º Turno) | Eleita    | [carece de fontes?] |
| 2004 | Municipal de Natal/RN           | PP      | Vice-Prefeita Titular: Carlos Eduardo (PSB) | 192.513 | 51,92% (2º Turno) |           | [carece de fontes?] |
| 2006 | Estadual do Rio Grande do Norte | PV      | Deputada Estadual                           | 43.936  | 2,67%             | Eleita    | [ 14 ]              |
| 2008 | Municipal de Natal/RN           | PV      | Prefeita                                    | 193.195 | 50,84% (1º Turno) | Eleita    | [ 16 ]              |